# Горбанівка (Золочівський район)
Горбані́вка — село в Україні, у Золочівському районі Львівської області. Колишній орган місцевого самоврядування — Поповецька сільська рада, якій підпорядковано села: Попівці, Горбанівка, Дудин, Нем'яч, Шпаки. Населення становить 190 осіб.

## Розташування
Відстань до обласного центру становить 148 км, що проходить автомобільними шляхами — міжнародного М06 та місцевого значень; на південь від м. Броди становить 28 км, що проходить автошляхом місцевого значення. Відстань до найближчої залізничної станції Броди становить 28 км.

## Історія та сьогодення села
В селі є капличка, футбольний стадіон, криниця, став. 
Церква Пресвятої Трійці належить однойменній релігійній громаді УГКЦ с. Горбанівка та Попівці (парох о. Григорій Федчишин).
В межах обласної програми «Спортивний майданчик» у 2017—2021 роках на Львівщині з’явиться близько ста спортивних майданчиків. Один з них буде збудований на території сільського стадіону Горбанівки.